# Derde Coalitieoorlog
De Derde Coalitieoorlog (1805) was een militair conflict tussen Frankrijk en een coalitie van Europese mogendheden. Het was de eerste oorlog tegen het Franse keizerrijk van Napoleon Bonaparte, die zich een jaar eerder tot keizer had gekroond. Twee eerdere oorlogen, de Eerste Coalitieoorlog en Tweede Coalitieoorlog, waren tegen revolutionair Frankrijk.
Het bondgenootschap tegen Frankrijk, de Derde Coalitie, bestond uit het Groot-Brittannië, Oostenrijk, Rusland, Napels en Zweden. Het Bataafs Gemenebest (de Franse vazalstaat in Nederland), Spanje, Beieren en het koninkrijk Italië (een Franse vazalstaat in Noord-Italië) vochten aan Franse zijde.
De oorlog eindigde voor het eind van het jaar, nadat de Fransen een verpletterende overwinning behaald hadden in de Slag bij Austerlitz. Deze veldslag wordt door historici beschouwd als Napoleons grootste militaire overwinning.

## Aanloop naar de oorlog
De Vrede van Amiens die Groot-Brittannië en Frankrijk in 1802 hadden gesloten, bleef maar een jaar bestaan. Na de Franse annexatie van Piëmont verklaarden de Britten in mei 1803 weer de oorlog aan Frankrijk. In december 1804 sloten de Britten en Zweden een overeenkomst waarmee een nieuwe coalitie tegen Frankrijk vorm begon te krijgen. Vervolgens sloten de Russen zich op 11 april 1805 aan bij het bondgenootschap door met de Britten een verdrag in Sint-Petersburg te tekenen. De Oostenrijkers volgden enkele maanden later, na de Franse annexatie van de Ligurische Republiek (de voormalige Republiek Genua, mei 1805) en het uitroepen van het koninkrijk Italië (maart 1805), een Franse vazalstaat met Napoleon als koning.
Napoleon reageerde op het nieuwe bondgenootschap door een nieuw leger van zo'n 150.000 man bij Boulogne-sur-Mer te verzamelen, dat klaar stond voor een invasie van Engeland.

## Oorlog op zee
De Franse strategie was om de Britse aandacht van het Kanaal af te leiden door de Britten in de Caraïben aan te vallen. Admiraal Pierre de Villeneuve lukt het langs de Britse blokkade van Toulon te komen en zeilde naar Cádiz, waar zes Spaanse oorlogsschepen zich bij zijn vloot van 14 schepen voegden. Op 12 mei 1805 bereikte Villeneuve het eiland Martinique. Zonder veel succes in het Caraïbisch gebied keerde Villeneuve in juni terug naar Europa. Op 22 juli kwam het bij de Spaanse kust tot een zeeslag tegen een Britse vloot van 15 oorlogsschepen onder bevel van Vice-Admiraal Robert Calder. Na de Franse nederlaag in deze Zeeslag bij Kaap Finisterre moest Villeneuve zich terugtrekken naar Cádiz.
Op 19 oktober glipte Villeneuve langs de Britse blokkade van Cádiz en zette koers richting Napels met zijn Frans-Spaanse vloot. Bij Kaap Trafalgar, nabij Cádiz, kwam het echter twee dagen later tot een treffen met de Britse vloot onder bevel van Admiraal Nelson. Deze Zeeslag bij Trafalgar bleek een beslissende Britse overwinning, waarbij 21 van de 33 Franse en Spaanse schepen werden buitgemaakt en een schip tot zinken werd gebracht. Nelson werd doodgeschoten door een scherpschutter. Villeneuve werd gevangengenomen en, bij zijn terugkeer in Frankrijk een jaar later, dood aangetroffen met zes messteken, mogelijk vermoord op bevel van Napoleon.

## Duitsland en centraal Europa
Met het verlies van de vloot had Napoleon geen andere keuze dan de invasie van Engeland af te blazen en zijn aandacht op het continent richten. De invasiemacht bij Boulogne werd versterkt tot 350.000 man en hernoemd tot het Grande Armée – het "grote leger".
In Duitsland waren 70.000 Oostenrijkse troepen onder bevel van generaal Mack het Fransgezinde Beieren binnengevallen, terwijl de Russen nog door Polen marcheerden en het strijdtoneel nog niet bereikt hadden. In reactie trok het Grande Armée snel oostwaarts. In september stak het Franse leger de Rijn over en omcirkelde het Oostenrijkse leger bij Ulm.
Binnen enkele dagen werd het Oostenrijkse leger compleet vernietigd. Op 8 oktober vond het eerste serieuze treffen plaats, de Slag bij Wertingen, waarbij de Oostenrijkse veldmaarschalk Auffenberg werd verslagen door de Franse veldmaarschalken Murat en Lannes. In de dagen erna volgden verdere Franse overwinningen in de Slag bij Haslach-Jungingen (11 oktober) en de Slag bij Elchingen (14 oktober). De Slag bij Ulm (16-19 oktober) was een grote overwinning voor Napoleon. Mack werd verslagen en gaf zich over met een leger van 30.000 man.
De Russische troepen onder bevel van veldmaarschalk Koetoezov arriveerden te laat om de Oostenrijkers te redden, en trokken zich terug om zich bij de overgebleven Oostenrijkers te voegen. Frans II verliet Wenen en op 13 november 1805 trok het Franse leger de Oostenrijkse hoofdstad binnen. Op 1 december stonden de legers - ca. 70.000 Fransen en 80.000 Russen en Oostenrijkers - tegenover elkaar bij Austerlitz (nu Slavkov u Brna in Tsjechië). De volgende dag, precies 1 jaar nadat Napoleon zichzelf tot keizer gekroond had, vond de Slag bij Austerlitz plaats, waarbij de geallieerden door Napoleons briljante tactiek verpletterend werden verslagen.

## Nasleep
Na de veldslag bij Austerlitz werd de Oostenrijkse hoofdstad Wenen bezet door de Fransen, iets dat ongehoord was in die tijd. Op 4 december tekenden de Fransen en Oostenrijkers een wapenstilstand, gevolgd door de Vrede van Presburg op 22 december. Hierbij stond Oostenrijk Venetië af aan het koninkrijk Italië, een Franse vazalstaat met Napoleon als koning. Ook stonden de Oostenrijkers Tirol af aan Beieren en andere gebieden af aan de Frans-geallieerde Duitse staten Württemberg en Baden. Verder moest Oostenrijk 40 miljoen frank in herstellingen aan Frankrijk betalen.
Rusland, Groot-Brittannië en Zweden bleven in staat van oorlog met Frankrijk, en Pruisen voegde zich bij hen in 1806 om de Vierde Coalitie te vormen.
De Derde Coalitieoorlog betekende het roemloze einde van het Heilige Roomse Rijk. Onder druk gezet door Napoleon (en uit vrees dat Napoleon zelf de titel zou aannemen) deed keizer Frans II op 6 augustus 1806 afstand van de titel van heilige Roomse keizer en ontbond hij het Heilige Roomse Rijk. Op 12 juli 1806 vormde Napoleon de Rijnbond, een coalitie van 16 Zuid- en West-Duitse staten. De hertogdommen Beieren, Württemberg en Saksen werden tot koninkrijk verheven. Later sloten zich nog 23 Duitse staten bij de bond aan, zodat bijna heel Duitsland onder Franse controle kwam.
Eerste · Tweede · Derde · Vierde · Vijfde · Zesde · Zevende (Honderd Dagen)
- Bibliothèque nationale de France: cb12389246n (data)
- Gemeinsame Normdatei: 4164331-8
- Library of Congress Control Number: sh2006007055
- Nationale Bibliotheek van Israël: 987007535007105171
- Système universitaire de documentation: 032972644